# Trugenhofen (Dischingen)
Trugenhofen mit Schloss und Weiler Taxis ist ein Ortsteil der Gemeinde Dischingen im Landkreis Heidenheim. Bis 1972 war Trugenhofen eine eigenständige Gemeinde.

## Lage und Verkehrsanbindung
Trugenhofen liegt östlich des Kerns von Dischingen an den Kreisstraßen K 3002 und K 3004.
Der Ort liegt auf der Ries-Alb, einer Hochfläche im Osten der Schwäbischen Alb.

## Bevölkerungsentwicklung
| Jahr      | 1871 | 1900 | 1925 | 1939 | 1950 | 1961 | 1970 | 2017 | 2019 | 2020 | 2021 |
| --------- | ---- | ---- | ---- | ---- | ---- | ---- | ---- | ---- | ---- | ---- | ---- |
| Einwohner | 239  | 211  | 177  | 147  | 424  | 320  | 300  | 166  | 157  | 156  | 154  |

## Sehenswürdigkeiten

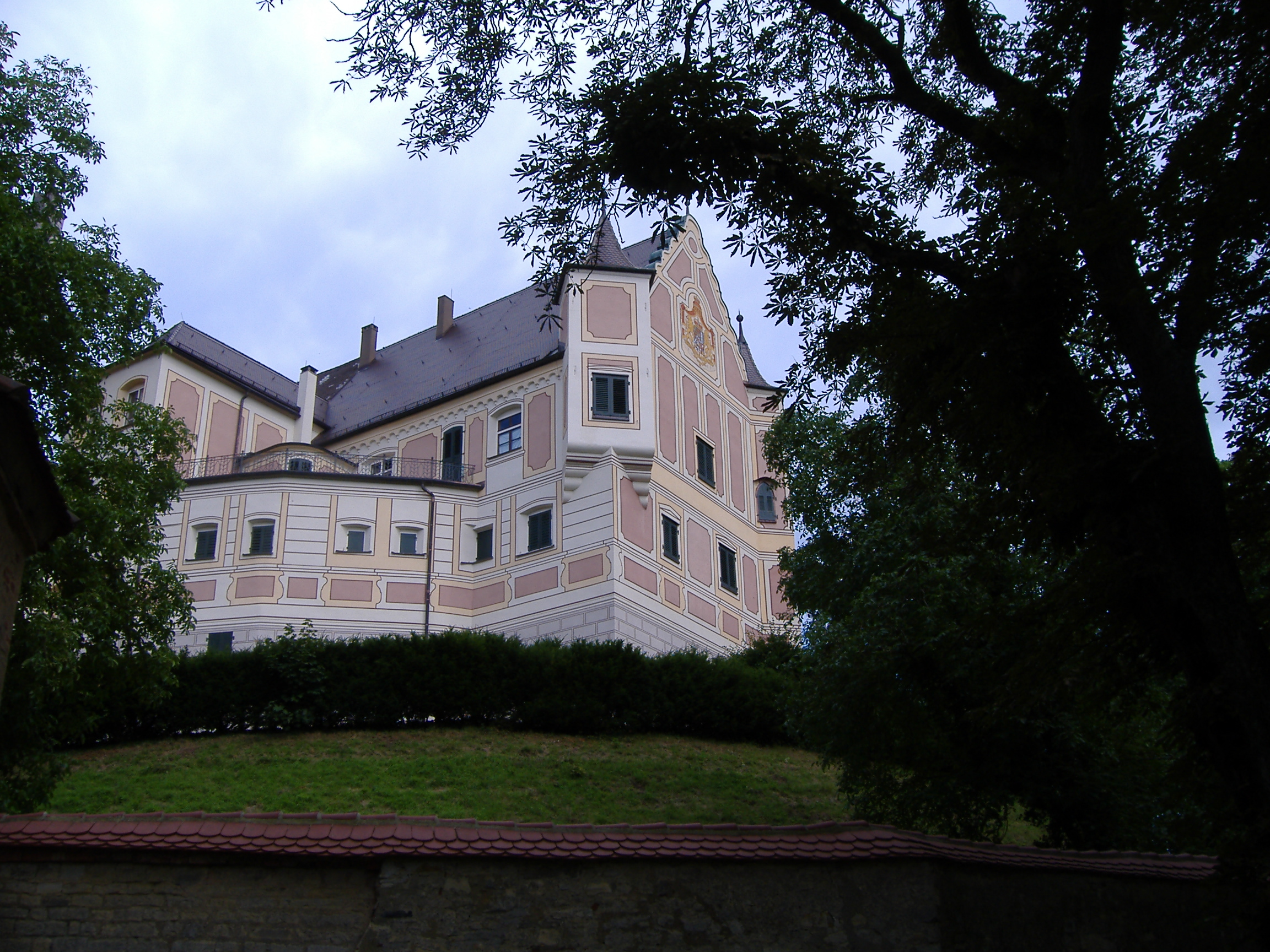
Schloss Taxis

- Schloss Taxis mit englischem Wald

### Orgel der Kirche St. Georg
Möglicherweise steht in der Kirche St. Georg die älteste Orgel des Landkreises Heidenheim, die wohl zuvor im benachbarten Schloss Taxis stand.

## Wappen
Blasonierung: In gespaltenem Schild vorne in Silber eine rote dreilätzige Kirchenfahne, hinten in Blau ein silberner Zinnenturm.
Siehe auch: Liste der Wappen mit dem Emblem der Pfalzgrafen von Tübingen